# Het Juridisch Loket

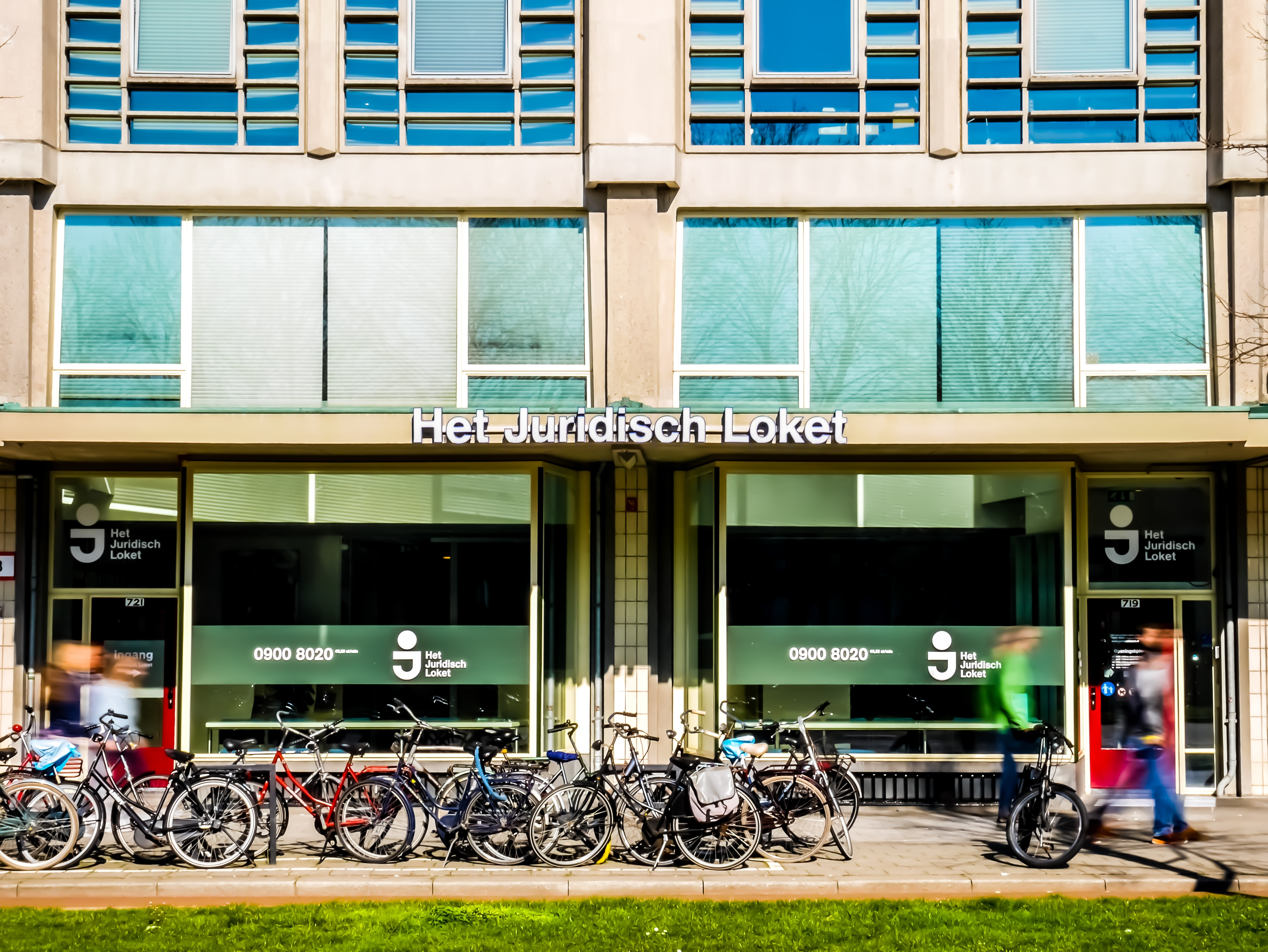
Juridisch Loket

De Nederlandse stichting Het Juridisch Loket, in 2004 opgericht, geeft eerstelijns juridisch advies aan burgers. Het Juridisch Loket is daarmee een soort juridische huisarts die, na het stellen van een diagnose, bekijkt of doorverwijzing zinvol en noodzakelijk is. De stichting wordt gefinancierd door het ministerie van Justitie en Veiligheid en is bedoeld om alle burgers toegang tot het recht te geven.

## Geschiedenis
In de jaren 70 van de twintigste eeuw ontstonden de Bureaus voor Rechtshulp. Dankzij de financiering door het Rijk konden deze bureaus in het begin nog kosteloos eerste- en tweedelijns rechtshulp bieden. Door een reorganisatie van de gesubsidieerde rechtshulp verdwenen in 2004 de Bureaus voor Rechtshulp en werden deze vervangen door het Juridisch Loket. Deze omvorming was volgens de wetgever nodig om ervoor te zorgen dat de minder daadkrachtige burger toegang tot het recht zou blijven houden. Het Juridisch Loket werd hiermee de eerstelijnsvoorziening waar mensen gratis juridisch advies kunnen inwinnen.
Om te zorgen dat burgers de juiste route volgen, heeft de wetgever in 2011 de Diagnose en Triage ingesteld. Hiermee krijgen mensen met een laag inkomen korting op de eigen bijdrage van een advocaat, als het probleem eerst door het Juridisch Loket is bekeken.

## Doelgroep
Het Juridisch Loket geeft voornamelijk juridisch advies aan mensen met een laag inkomen en weinig vermogen. Zakelijke vragen van ondernemers of professionele verhuurders worden niet beantwoord.

## Werkzaamheden
Stichting het Juridisch Loket geeft informatie en advies bij juridische problemen, zoals ontslag, huurkwesties, burenruzies, consumentenkopen of echtscheidingen. Juristen beantwoorden vragen telefonisch of tijdens een (inloop)spreekuur. 
Bij complexe problemen verwijst het Juridisch Loket naar een advocaat of mediator (tweedelijns rechtshulp). Mensen met een laag inkomen en weinig vermogen betalen voor deze hulp alleen een eigen bijdrage. Iemand die eerst bij het Juridisch Loket is geweest, krijgt vaak een korting op deze bijdrage.
Het Juridisch Loket heeft ook een signalerende functie. Het signaleert problemen in wet- of regelgeving of de uitvoering daarvan. Ook misstanden met verstrekkende gevolgen worden gesignaleerd.

## Organisatie
Het Juridisch Loket is een landelijk opererende organisatie met in 2020 ca. 40 lokale vestigingen.